# Michael Karin
Michael Karin (* 25. Mai 1951 in Tel Aviv) ist ein israelisch-US-amerikanischer Molekularbiologe, der ein international anerkannter Experte für die Signalwege ist, mit der die Genexpression der Zelle als Reaktion auf äußere Einflüsse gesteuert wird.
Karin studierte ab 1972 Biologie und Mikrobiologie an der Universität Tel Aviv (Bachelor 1975) und wurde 1979 an der University of California, Los Angeles, in Molekularbiologie bei Harvey Herschman promoviert. In seiner Doktorarbeit untersuchte er die Zellregulation von Metallothionein, ein Protein das von Zellen bei zu hohen Schwermetallkonzentrationen produziert wird und beim Zink Stoffwechsel eine Rolle spielt. Er wies die Erzeugung von m-RNA für Metallothionein bei Anwesenheit von Zink und Dexamethason nach. Das war der Anfang seines künftigen Forschungsgebiets der Mechanismen der Genregulation gestresster Zellen. Als Post-Doktorand war er bei Beatrice Mintz am Fox Chase Institute for Cancer Research in Philadelphia und ging 1980 an die University of California, San Francisco, zu John Baxter. 1982 wurde er Assistant Professor an der University of Southern California (USC) in Los Angeles. Hier verfolgte er seine Studien zur Genregulation weiter am Beispiel der Metallothionein Produktion, die er schon in seiner Doktorarbeit untersucht hatte. Er untersuchte die Wirkung verschiedener Mutationen an den cis-Elementen der Promoter Region in den Metallothionein Genen auf die Reaktion auf Hormone und Metallkonzentrationen. Außerdem entwickelte er mit Mordechai Bodner das erste in vitro System zum Studium der Genexpression von zelltypischen Genen (die davor nur in der Zelle studiert werden konnten).  Er ist seit 1986 Professor an der University of California, San Diego (UCSD), wo er zurzeit Professor für Pathologie und Pharmakologie an der UCSD School of Medicine ist. Seit 1999 ist er American Cancer Society Research Professor.
Karin ist bekannt für seine Untersuchungen der Übertragungswege von äußeren Stimuli wie Umwelteinflüsse, Stress und Infektionen, über verschiedene Hormone und im Fall von Entzündungen Zytokinen auf die Genexpression. Er identifizierte Transkriptionsfaktoren, die dabei eine Rolle spielen (Mitglieder der AP-1/ATF Familie), und die Proteinkinase-Kaskaden (wie die Jun-Kinasen und IKK-Kinasen), die diese regulieren.
In den 1980er Jahren entdeckte er mit seinem Post-Doktoranden Peter Angel die Rolle des AP-1 Komplexes (AP für Activator Protein), eines Komplexes einer Reihe von Transkriptionsfaktoren wie Jun und Fos, deren Gene als Onkogene bekannt waren. Damit war die Funktion einiger Onkogene in der normalen Zelle als Codierung für Transkriptionsfaktoren klar geworden. AP-1 und sein Gen wurde auch weiter am Labor untersucht, unter anderem die Proteinkinasen (Jun Kinasen), die diesen Genkomplex regulierten.
Er untersuchte wie bei chronischen Infektionen der normale Signalweg der Zelle auf Abwege geraten kann mit der Entstehung von Krebs als möglicher Folge. Insbesondere untersuchte er dabei die Rolle von NF-κB, dessen Anwesenheit bei Entzündungen den Zelltod (Apoptose) verhindert und die Produktion von Wachstumsfaktoren anregt. Die Identifizierung der die Genexpression von  NF-κB  regulierenden Kinasen führte in den 1990er Jahren zur Identifizierung des IKK Komplexes. Durch Untersuchung von Knockout-Mäusen wurde die Rolle einzelner IKK Komponenten festgestellt (unter anderem die Beta-Komponente für die Unterdrückung der Apoptose). Bei der Untersuchung von Leberkrebs in der Maus fand er, dass Inaktivierung von IKK-Beta und  NF-κB zu vermehrtem Leberkrebs führte, wobei die NF-κB Unterdrückung zu einer verlängerten Wirkung von JNK1 führte, ein Transkriptionsfaktor, der normalerweise nur vorübergehend in den Leberzellen bei Entzündungen wirkte, um neue Leberzellen als Ersatz abgestorbener zur Verfügung zu stellen. Blockierung von JNK1 konnte die Entstehung von Leberkrebs wieder unterdrücken.
Er veröffentlichte über 300 wissenschaftliche Artikel und hält über 30 Patente (2010).
2010 erhielt er den Harvey-Preis, 2012 den Charles Rodolphe Brupbacher Preis für Krebsforschung und 2013 den William B. Coley Award.
Er ist Mitgründer der Pharmafirma Sigma Pharmaceutical (heute Celgene).
Er ist Mitglied der National Academy of Sciences (2005) und assoziiertes Mitglied der European Molecular Biology Organisation.

## Schriften (Auswahl)
- Michael Karin: Regulation of metallothionein synthesis in Hela cells by heavy metals and glucocorticoid hormones: a model system for studying regulation of eucaryotic gene expression. Los Angeles, CA 1979, OCLC 6353202 (Dissertation, University of California, Los Angeles).
- Michael Karin: Gene expression: general and cell-type-specific. Birkhäuser, Boston / Basel / Berlin 1993, ISBN 0-8176-3605-6.
- Michael Karin: NF-κB in health and disease. Springer Verlag, Heidelberg / New York 2011, ISBN 978-3-642-16017-2.